# Morro Reuter
Morro Reuter es un municipio brasileño del estado de Río Grande del Sur.
Se encuentra ubicado a una latitud de 29º32'17 Sur y una longitud de 51º04'51" Oeste, estando a una altitud de 492 metros sobre el nivel del mar. Su población estimada para el año 2004 era de 5.375 habitantes.
Ocupa una superficie de 85,914 km².